# Nonkon
Nonkon è un comune rurale del Mali facente parte del circondario di Kolokani, nella regione di Koulikoro.
Il comune è composto da 19 nuclei abitati:
- Bilissabougou
- Bongoudiara
- Djiribabougou
- Finkessiuyoro
- Gouloukouma
- Kena
- Koria
- Kossoumalé
- Markala
- Messa
- Moribola
- N'Gabakoro-Dansiné
- Niantoumana
- Nokala
- Nonkon
- Ouoloudo
- Sikoro–Nonkon
- Tiéneguebougou
- Tienko